# زاویه سمت خورشیدی
زاویهٔ سمت خورشیدی (انگلیسی: Solar azimuth angle) سمت (زاویه افقی نسبت به شمال) مکان خورشید است. این زاویه در دستگاه مختصات افقی جهت نسبی خورشید را در امتداد افق محلی مشخص می‌کند، در حالی که زاویه اوج خورشیدی (یا زاویه ارتفاع خورشیدی) فرازا ظاهری خورشید را تعیین می‌کند.

## علامت و مبدأ متعارف
چندین روش برای تعریف زاویه سمت خورشیدی وجود دارد. با این حال، معمولاً به‌عنوان زاویه بین خطی که به سمت جنوب کشیده شده و سایه‌ای که توسط میله‌ای عمودی روی زمین انداخته می‌شود، تعریف می‌شود. طبق این تعریف، زاویه مثبت است اگر سایه به سمت شرق از جنوب باشد و منفی است اگر به سمت غرب از جنوب باشد.
به‌عنوان مثال، سمت شرق دقیق ۹۰° و سمت غرب دقیق -۹۰° خواهد بود. در روش دیگر، زاویه‌ها در جهت ساعت‌گرد و نسبت به جنوب اندازه‌گیری می‌شوند، به‌طوری که شرق منفی و غرب مثبت در نظر گرفته می‌شود.
با این حال، در تحلیل تابش خورشیدی، به‌ویژه در کاربردهای انرژی خورشیدی، متداول‌ترین تعریف، زاویه‌ای است که از شمال و در جهت ساعت‌گرد اندازه‌گیری می‌شود، به‌طوری که شرق ۹۰°، جنوب ۱۸۰° و غرب ۲۷۰° است. این تعریف در آزمایشگاه ملی انرژی تجدیدپذیر برای محاسبات موقعیت خورشیدی استفاده می‌شود و همچنین در فرمول‌های ارائه‌شده در اینجا استفاده شده است. اما برنامه لندست و دیگر محصولات سازمان زمین‌شناسی ایالات متحده آمریکا، زاویه‌های سمتی را نسبت به شمال در جهت پادساعت‌گرد منفی تعریف می‌کنند.

## فرمول‌های مثلثاتی متعارف
فرمول‌های زیر براساس تعریف ساعت‌گرد از شمال هستند. زاویه سمت خورشیدی را می‌توان به‌صورت تقریبی با فرمول زیر محاسبه کرد، اما باید توجه داشت که توابع معکوس مثلثاتی مانند x = sin−1 y یا x = arcsin y چندین جواب دارند که تنها یکی از آنها صحیح خواهد بود:
{\displaystyle \sin \phi _{\mathrm {s} }={\frac {-\sin h\cos \delta }{\sin \theta _{\mathrm {s} }}}.}
فرمول‌های زیر نیز می‌توانند برای تقریب زاویه سمت خورشیدی استفاده شوند، اما این فرمول‌ها از کسینوس استفاده می‌کنند، بنابراین زاویه سمت خورشیدی که توسط یک ماشین‌حساب نشان داده می‌شود همیشه مثبت خواهد بود و باید به‌عنوان زاویه‌ای بین صفر و ۱۸۰ درجه تفسیر شود زمانی که زاویه ساعتی h منفی باشد (صبح)، و زاویه‌ای بین ۱۸۰ و ۳۶۰ درجه زمانی که زاویه ساعتی h مثبت باشد (بعدازظهر). (این دو فرمول معادل هستند اگر فرض شود که از فرمول تقریب «زاویه اوج خورشیدی» استفاده شده است).
{\displaystyle {\begin{aligned}\cos \phi _{\mathrm {s} }&={\frac {\sin \delta \cos \Phi -\cos h\cos \delta \sin \Phi }{\sin \theta _{\mathrm {s} }}}\\[5pt]\cos \phi _{\mathrm {s} }&={\frac {\sin \delta -\cos \theta _{\mathrm {s} }\sin \Phi }{\sin \theta _{\mathrm {s} }\cos \Phi }}.\end{aligned}}}
از نظر عملی، سمت قطب‌نما، که مقدار کاربردی مورد استفاده در هر جایی (مثلاً در خطوط هوایی به‌عنوان مسیر) است، می‌تواند به صورت زیر محاسبه شود:
{\displaystyle {\text{compass }}\phi _{\mathrm {s} }=360-\phi _{\mathrm {s} }.}
این فرمول‌ها از اصطلاحات زیر استفاده می‌کنند:
- {\displaystyle \phi _{\mathrm {s} }} زاویه سمت خورشیدی است.
- {\displaystyle \theta _{\mathrm {s} }} زاویه اوج خورشیدی است.
- {\displaystyle h} زاویه ساعتی در زمان خورشیدی محلی است.
- {\displaystyle \delta } مکان خورشید کنونی است.
- {\displaystyle \Phi } عرض جغرافیایی محلی است.

علاوه بر این، تقسیم فرمول سینوس فوق بر فرمول کسینوس اول فرمول تانژانت را ارائه می‌دهد که در The Nautical Almanac استفاده می‌شود.

## فرمول مبتنی برنقطه زیرخورشیدیو تابع atan2

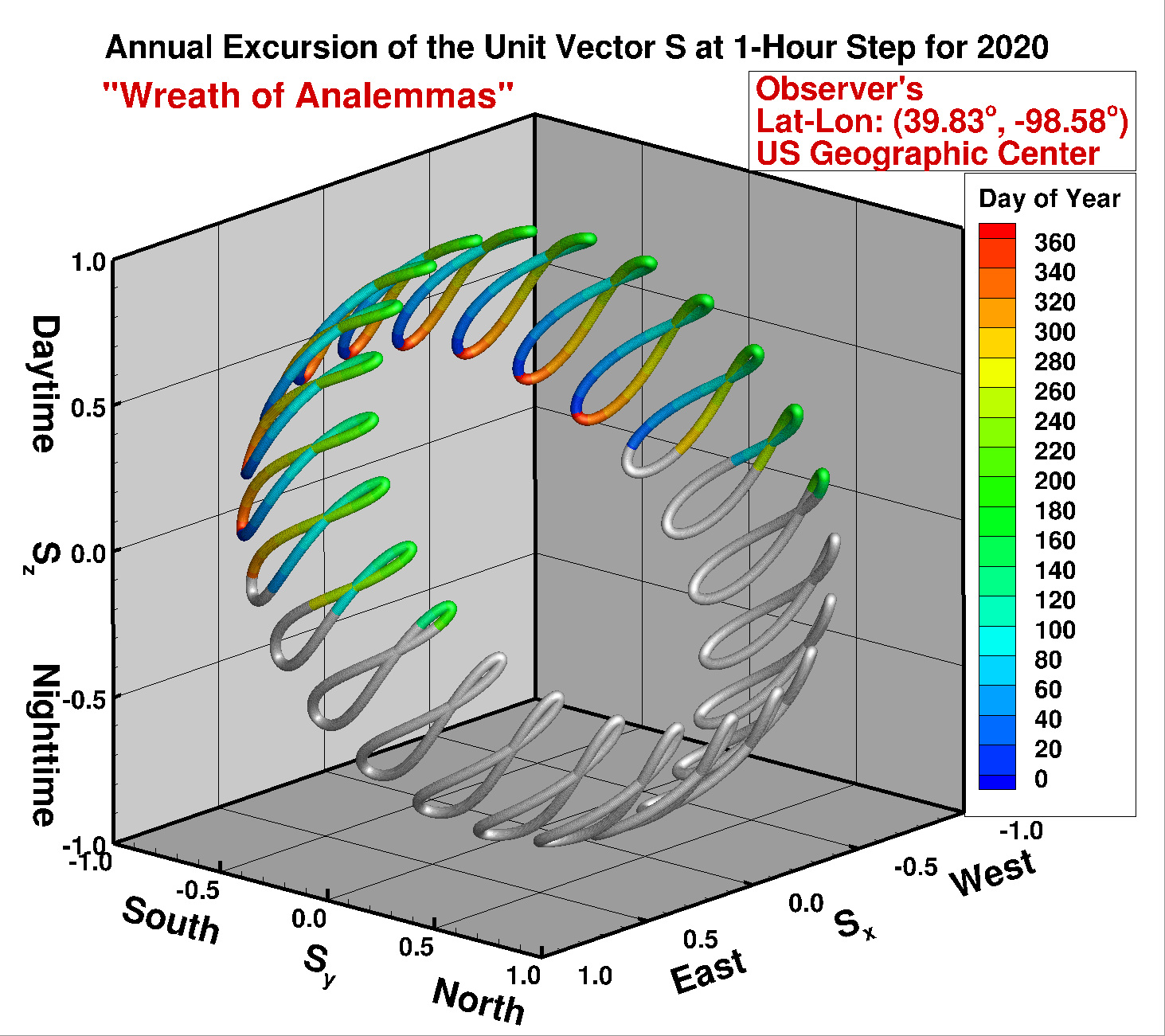
"حلقه آنالمماها". جابجایی سالانه موقعیت خورشید تعریف‌شده توسط سه‌گانه ، و در بازه‌های ۱ ساعته همان‌طور که از مرکز جغرافیایی ایالات متحده پیوسته مشاهده می‌شود. قسمت خاکستری نشان‌دهنده شب است.

یک مقاله منتشر شده در سال ۲۰۲۱ روشی را ارائه می‌دهد که از یک فرمول سمت خورشیدی مبتنی بر نقطه زیرخورشیدی و تابع Atan2 (همان‌طور که در فرترن تعریف شده) استفاده می‌کند، که یک راه‌حل بدون ابهام ارائه می‌دهد بدون نیاز به درمان شرایط خاص.
روش ابتدا مکان خورشید و معادله زمان را با استفاده از معادلات The Astronomical Almanac محاسبه می‌کند. سپس، مولفه‌های x-, y- و z- از بردار واحدی که به سمت خورشید اشاره می‌کند، از طریق حساب برداری به‌جای مثلثات کروی، به‌صورت زیر محاسبه می‌شوند:
{\displaystyle {\begin{aligned}\phi _{s}&=\delta ,\\\lambda _{s}&=-15(T_{\mathrm {GMT} }-12+E_{\mathrm {min} }/60),\\S_{x}&=\cos \phi _{s}\sin(\lambda _{s}-\lambda _{o}),\\S_{y}&=\cos \phi _{o}\sin \phi _{s}-\sin \phi _{o}\cos \phi _{s}\cos(\lambda _{s}-\lambda _{o}),\\S_{z}&=\sin \phi _{o}\sin \phi _{s}+\cos \phi _{o}\cos \phi _{s}\cos(\lambda _{s}-\lambda _{o}).\end{aligned}}}
که در آن:
- {\displaystyle \delta } میل خورشیدی است.
- {\displaystyle \phi _{s}} عرض جغرافیایی نقطه زیرخورشیدی است.
- {\displaystyle \lambda _{s}} طول جغرافیایی نقطه زیرخورشیدی است.
- {\displaystyle T_{\mathrm {GMT} }} زمان گرینویچ یا UTC است.
- {\displaystyle E_{\mathrm {min} }} معادله زمان به دقیقه است.
- {\displaystyle \phi _{o}} عرض جغرافیایی مشاهده‌گر است.
- {\displaystyle \lambda _{o}} طول جغرافیایی مشاهده‌گر است.
- {\displaystyle S_{x},S_{y},S_{z}} به ترتیب مولفه‌های x-, y- و z- از بردار واحد اشاره‌گر به سمت خورشید هستند. محورها به ترتیب به شرق، شمال و بالا اشاره می‌کنند.

می‌توان نشان داد که {\displaystyle S_{x}^{2}+S_{y}^{2}+S_{z}^{2}=1}. با استفاده از این تنظیمات ریاضی، زاویه اوج خورشیدی و زاویه سمت خورشیدی به‌سادگی به‌صورت زیر بیان می‌شوند:
{\displaystyle Z=\mathrm {acos} (S_{z})},
{\displaystyle \gamma _{s}=\mathrm {atan2} (-S_{x},-S_{y})}. (کنوانسیون ساعت‌گرد از جنوب)
که در آن:
- {\displaystyle Z} زاویه اوج خورشیدی است.
- {\displaystyle \gamma _{s}} زاویه سمت خورشیدی است که از کنوانسیون ساعت‌گرد از جنوب پیروی می‌کند.

برای استفاده از کنوانسیون ساعت‌گرد از شمال یا کنوانسیون پادساعت‌گرد از شرق، فرمول‌ها به صورت زیر تغییر می‌کنند:
{\displaystyle \gamma _{s}=\mathrm {atan2} (S_{x},S_{y})}, (کنوانسیون ساعت‌گرد از شمال)
{\displaystyle \gamma _{s}=\mathrm {atan2} (S_{y},S_{x})}. (کنوانسیون پادساعت‌گرد از شرق)